# ツァスタバ CZ99
ツァスタバ CZ99（英語：Zastava CZ99、セルビア語：Застава ЦЗ99）は、旧ユーゴスラビア（現セルビア）のツァスタバ・アームズ社で開発された軍用向けの自動式拳銃である。

## 概要
全体的な設計はSIG/SAUER P226自動式拳銃の影響を強く受けており、オリジナルの設計とは言い難いが、デコッキングレバーなど独自の変更点もある。
フレームはアルミ系の軽合金、スライドとバレルはスチールで出来ている。作動方式にはティルトバレル式のショートリコイル方式を採用しており、撃発機構はハンマー露出型のダブルアクション方式である。
マニュアルセフティは装備しておらず、ファイアリングピンセフティと、グリップ上部の左右にスライドストップを兼用するデコッキングレバーを装備している。また、薬室への装填の有無を確認できるローディングインジケーターを備えている。
制式拳銃として採用されたほか、輸出も行われた。また、イスラエルと南アフリカでコピー品が短期間製造されている。
CZ99及びCZ999シリーズの生産は、ピカティニー・レールを備えた改良モデルのEZシリーズに切り替えられつつある。2024年時点で、ツァスタバ・アームズ社の製品一覧にはCZ99シリーズの記載はなく、EZシリーズとCZ999シリーズが記載されている。

## 派生型
CZ99S
CZ99のスライド後部にマニュアルセフティを搭載したモデル。
CZ999
CZ99のフレーム後端形状などを変更した改良モデル。スライド後部の左上に、トリガー機構をコンベンショナル・ダブルアクションとダブルアクションオンリーから選択できる切換レバーを搭載したバージョンも存在したが、現行モデルからは削除されている。装弾数10/15発、全長198mm、銃身長108mm、重量940g。
CZ999コンパクト
CZ999のコンパクトモデル。装弾数10/15発、全長188mm、銃身長98mm、重量900g。
EZ9/EZ40
CZ999をベースに、リングハンマーとピカティニー・レールを備えた改良モデル。数字は口径（9x19mm、.40S&W）を表している。装弾数10/15発（9x19ｍｍ）または11発（.40S&W）、全長198mm、銃身長108mm、重量950g。
EZ9/EZ40コンパクト
EZ9/EZ40のコンパクトモデル。装弾数10/15発（9x19ｍｍ）または11発（.40S&W）、全長188mm、銃身長98mm、重量900g。
トップ20
CZ99をベースに、バレルを延長した射撃競技用モデル。

## 運用国
- モンテネグロ - CZ99[13]
- セルビア - CZ99[13]